# Sovereign-Mærsk-Typ
Die Schiffe des Sovereign-Mærsk-Typs, reedereiintern S-Klasse, waren bei ihrem Bau ab 1997 die weltweit größten Containerschiffe.

## Geschichte
Die Mitte der 1990er Jahre aus dem vormaligen  Größenrekordhalter, dem Regina-Mærsk-Typ entwickelte Baureihe wurde ab September 1997 von der dänischen Odense Staalskibsværft abgeliefert. Auftraggeber der Baureihe war die in Kopenhagen ansässige Reederei Maersk Line, bei der die Schiffe bis heute in Fahrt sind. Der Sovereign-Maersk-Typ wurde in zwei Bauserien erstellt. 1997/98 entstanden die ersten fünf Schiffe, in den Jahren 1998 bis 2000 folgten weitere sechs Nachbauten. In den Jahren 1999 bis 2002 baute die Werft einen nur geringfügig weiterentwickelten Schiffstyp, die Mærsk C-Klasse. Diese letzten acht Schiffe können auch als  dritte Bauserie betrachtet werden, da die Reederei sie zusammen mit den anderen S-Klasse Schiffen führt.
Die S-Klasse-Schiffe zählen zu den Post-Panamax-Containerschiffen und verfügen über eine Kapazität von 6600 TEU (beladene Container mit je 14 Tonnen Gewicht), beziehungsweise 8160 TEU an echten Stellplätzen in insgesamt 21 40-Fuß-Bays (15+6). Die Schiffe können 17 Container querschiffs und insgesamt 13 Lagen übereinander stauen. Die verwendeten Hauptmotoren waren die seinerzeit leistungsfähigsten Dieselmotoren auf dem Markt.
Im Juli 2020 wurde die Verschrottung der Sine Mærsk bekannt. Sie wurde am 21. August 2020 in Aliağa gestrandet und ist das bis dato größte verschrottete Containerschiff.

## Containerverlust derSvendborg Mærskim Februar 2014
Im Februar 2014 befand sich die Svendborg Mærsk auf einer Reise von Nordeuropa nach Colombo. In der Biskaya verlor das Schiff während eines schweren Schlechtwetters mit Wellenhöhen bis zu zehn Metern rund 520 Container der Decksladung. Am Abend des 17. Februar wurde daraufhin der Hafen von Málaga angelaufen, um weitere beschädigte Ladung zu löschen, die verbleibende Ladung umzustauen und Schäden am Schiff zu beseitigen. Rund 85 % der verlorenen Container waren leer und keiner der beladenen Container enthielt Gefahrgut. Bei diesem Vorfall wurde die bis dahin höchste Anzahl an Container durch ein Einzelereignis verloren. Sie übersteigt nach Angaben des World Shipping Council, dessen Mitglieder etwa 90 % der weltweiten Containerschiffskapazität repräsentieren, die durchschnittliche Gesamtzahl von 350 verlorenen Containern pro Jahr.

## Die Schiffe
| Sovereign-Mærsk-Typ          | Sovereign-Mærsk-Typ | Sovereign-Mærsk-Typ | Sovereign-Mærsk-Typ                              | Sovereign-Mærsk-Typ                          |
| Bauname                      | Bau- nummer         | IMO- Nummer         | Kiellegung Stapellauf Ablieferung                | Umbenennungen und Verbleib                   |
| ---------------------------- | ------------------- | ------------------- | ------------------------------------------------ | -------------------------------------------- |
| Sovereign Mærsk              | L160                | 9120841             | 14. März 1997 31. Juli 1997 17. September 1997   | 2023 MSC Domna X, so in Fahrt                |
| Susan Mærsk                  | L161                | 9120853             | 24. Juni 1997 24. Oktober 1997 12. Dezember 1997 | 2021 MSC Fie                                 |
| Sally Mærsk                  | L162                | 9120865             | 3. Oktober 1997 23. Januar 1998 6. März 1998     | so in Fahrt                                  |
| Sine Mærsk                   | L163                | 9146455             | 6. Januar 1998 24. April 1998 29. Juni 1998      | ab 9. Juli 2020 Abbruch bei Sok GS in Aliağa |
| Svendborg Mærsk              | L164                | 9146467             | 1. April 1998 14. August 1998 25. September 1998 | 2023 MSC Yukta X, so in Fahrt                |
| Sofie Mærsk                  | L165                | 9146479             | 5. Juli 1998 30. Oktober 1998 15. Dezember 1998  | 2021 MSC Vilda, so in Fahrt                  |
| Svend Mærsk                  | L166                | 9166778             | 12. Oktober 1998 29. Januar 1999 15. März 1999   | 2016 Aotea Mærsk, 2021 MSC Aby, so in Fahrt  |
| Sorø Mærsk                   | L167                | 9166780             | 1. Januar 1999 23. April 1999 4. Juni 1999       | 2021 MSC Ellen, so in Fahrt                  |
| Skagen Mærsk                 | L168                | 9166792             | 23. März 1999 28. Juli 1999 11. September 1999   | so in Fahrt                                  |
| Clifford Mærsk               | L169                | 9198575             | 13. Juni 1999 8. Oktober 1999 9. November 1999   | so in Fahrt                                  |
| Cornelius Mærsk              | L170                | 9198587             | 13. September 1999 4. Februar 2000 19. März 2000 | so in Fahrt                                  |
| Daten: Equasis, grosstonnage |                     |                     |                                                  |                                              |